# Kevin Rahm

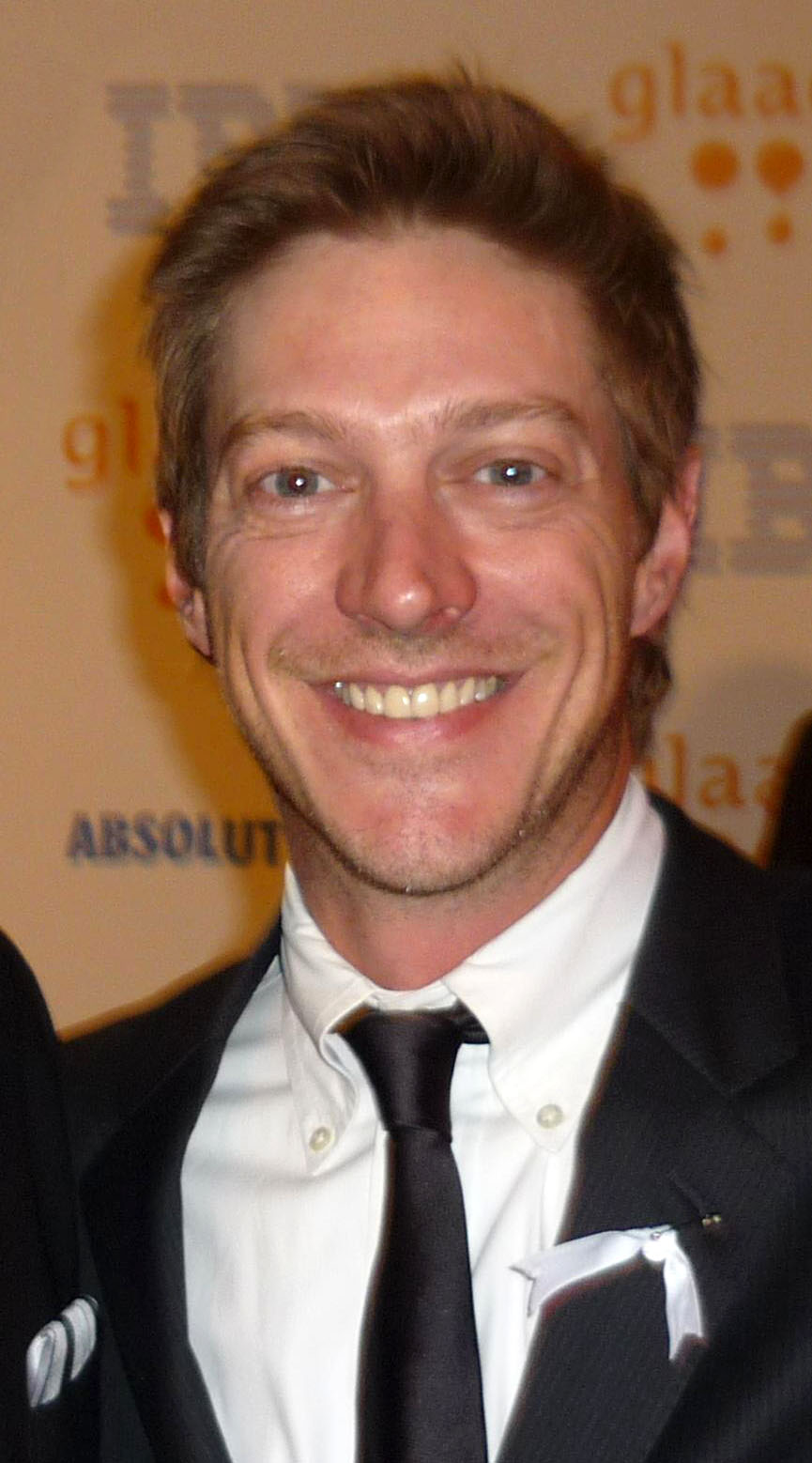
Kevin Rahm bei den GLAAD Media Awards 2009

Kevin Patrick Rahm (* 7. Januar 1971 in Mineral Wells, Texas) ist ein US-amerikanischer Schauspieler.

## Leben
Kevin Rahm wuchs in Mineral Wells im US-Bundesstaat Texas auf. In der Zeit, in der er ein Mitglied der The Church of Jesus Christ of Latter-day Saints war, diente er zwischen 1990 und 1992 als Missionar in Frankreich, der Schweiz und auf den im Indischen Ozean liegenden Inseln Mauritius und Réunion. Nachdem er zurück in den USA war, studierte er an der Brigham Young University, bevor er zum Drama wechselte. 1994 bekam er den Irene Ryan Award als bester Schauspieler. 1996 verließ er die Universität, um eine Schauspielkarriere in Hollywood zu verfolgen.
Rahm gab bekannt, dass er nicht mehr praktizierender Mormone ist.
Im April 2012 heiratete er seine Lebensgefährtin Amy Lonkar.

## Karriere
Bekanntheit erlangte Rahm durch seine Rolle als Kyle McCarty in der Serie Für alle Fälle Amy. Zudem spielte er auch in der Comedyserie Jesse mit. Ab der vierten Staffel von Desperate Housewives war er zudem zusammen mit Tuc Watkins als ein homosexuelles Paar, das in die Vorstadt zieht, zu sehen. In Scrubs – Die Anfänger spielte er einen Patienten. Weitere Gastauftritte hatte er bei Grey’s Anatomy als Hellseherischer Patient und als Schönheitschirurg Dr. Sean Loftin in CSI: Miami. Außerdem taucht er in der fünften Folge der achten Staffel von Friends auf.

## Filmografie (Auswahl)
- 1995: Schrecken der Vergangenheit (Out of Annie’s Past)
- 1996: Ein Hauch von Himmel (Touched by an Angel, Fernsehserie, Folge 2x12)
- 1997: Bobo und die Hasenbande 2 (Tiny Heroes)
- 1998: Clay Pigeons – Lebende Ziele (Clay Pigeons)
- 1998: Pacific Blue – Die Strandpolizei (Pacific Blue, Fernsehserie, Folge 4x09)
- 1999: Star Trek: Deep Space Nine (Fernsehserie, Folge 7x11)
- 1999: Beverly Hills, 90210 (Fernsehserie, Folge 9x18)
- 1999–2000: Jesse (Fernsehserie, 20 Folgen)
- 2001: Ally McBeal (Fernsehserie, Folge 4x13)
- 2001: Friends (Fernsehserie, Folge 8x05)
- 2001–2004: Für alle Fälle Amy (Judging Amy, Fernsehserie, 66 Folgen)
- 2005: Die himmlische Joan (Joan of Arcadia, Fernsehserie, 2 Folgen)
- 2005: Grey’s Anatomy (Fernsehserie, Folge 1x08)
- 2006: CSI: NY (Fernsehserie, Folge 2x15)
- 2006: CSI: Vegas (CSI: Crime Scene Investigation, Fernsehserie, 2 Folgen)
- 2007: Scrubs – Die Anfänger (Scrubs, Fernsehserie, Folge 7x01)
- 2007–2012: Desperate Housewives (Fernsehserie, 53 Folgen)
- 2008: Without a Trace – Spurlos verschwunden (Without a Trace, Fernsehserie, Folge 7x01)
- 2009: CSI: Miami (Fernsehserie, Folge 7x21)
- 2009: Three Rivers Medical Center (Three Rivers, Fernsehserie, Folge 1x08)
- 2010: The Mentalist (Fernsehserie, Folge 2x13)
- 2010–2015: Mad Men (Fernsehserie, 27 Folgen)
- 2011–2012: I Hate My Teenage Daughter (Fernsehserie, 13 Folgen)
- 2013: Banshee – Small Towns. Big Secrets
- 2014: Nightcrawler – Jede Nacht hat ihren Preis (Nightcrawler)
- 2014: Surviving Jack (Fernsehserie, 7 Folgen)
- 2015–2016: Bates Motel (Fernsehserie, 9 Folgen)
- 2015–2019: Madam Secretary (Fernsehserie, 29 Folgen)
- 2016–2019: Lethal Weapon (Fernsehserie, 49 Folgen)
- 2017: Clinical
- 2021–2022: Love, Victor (Fernsehserie, 5 Folgen)
- 2023: Tiny Beautiful Things (Miniserie)